# Championnat du Portugal féminin de football 2023-2024
 (avril 2024).
La mise en forme du texte ne suit pas les recommandations de Wikipédia : il faut le « wikifier ».
Les points d'amélioration suivants sont les cas les plus fréquents. Le détail des points à revoir est peut-être précisé sur la page de discussion.
- Les titres sont pré-formatés par le logiciel. Ils ne sont ni en capitales, ni en gras.
- Le texte ne doit pas être écrit en capitales (les noms de famille non plus), ni en gras, ni en italique, ni en « petit »…
- Le gras n'est utilisé que pour surligner le titre de l'article dans l'introduction, une seule fois.
- L'italique est rarement utilisé : mots en langue étrangère, titres d'œuvres, noms de bateaux, etc.
- Les citations ne sont pas en italique mais en corps de texte normal. Elles sont entourées par des guillemets français : « et ».
- Les listes à puces sont à éviter, des paragraphes rédigés étant largement préférés. Les tableaux sont à réserver à la présentation de données structurées (résultats, etc.).
- Les appels de note de bas de page (petits chiffres en exposant, introduits par l'outil «  Source ») sont à placer entre la fin de phrase et le point final[comme ça].
- Les liens internes (vers d'autres articles de Wikipédia) sont à choisir avec parcimonie. Créez des liens vers des articles approfondissant le sujet. Les termes génériques sans rapport avec le sujet sont à éviter, ainsi que les répétitions de liens vers un même terme.
- Les liens externes sont à placer uniquement dans une section « Liens externes », à la fin de l'article. Ces liens sont à choisir avec parcimonie suivant les règles définies. Si un lien sert de source à l'article, son insertion dans le texte est à faire par les notes de bas de page.
- La présentation des références doit suivre les conventions bibliographiques. Il est recommandé d'utiliser les modèles {{Ouvrage}}, {{Chapitre}}, {{Article}}, {{Lien web}} et/ou {{Bibliographie}}. Le mode d'édition visuel peut mettre en forme automatiquement les références.
- Insérer une infobox (cadre d'informations à droite) n'est pas obligatoire pour parachever la mise en page.

Pour une aide détaillée, merci de consulter Aide:Wikification.
Si vous pensez que ces points ont été résolus, vous pouvez retirer ce bandeau et améliorer la mise en forme d'un autre article.
Navigation
Édition précédente Édition suivante
La Liga BPI 2023-2024 est la 39e édition du championnat du Portugal féminin de football. Le premier niveau national du championnat féminin oppose douze clubs portugais en une seule phase (matchs aller-retour), jouée durant la saison de football. La compétition débute en septembre 2023 et s'achève en mai 2024. Le club arrivé premier au terme de la saison est déclaré champion du Portugal. Quant au dernier, il est relégué en deuxième division. L'avant dernier ainsi que l'antépénultième, disputent un barrage face au deuxième et le troisième de la deuxième division.
Pour la quatrième fois consécutive le SL Benfica, est sacré champion du Portugal.

## Les clubs participants
Douze équipes participent à cette édition, les onze maintenues de la saison précédente, auxquelles s'ajoutent le promu de deuxième division : le Racing Power FC, remplaçant le relégué : le Amora FC.
| \| Länk Vilaverdense Braga Famalicão Valadares Gaia Albergaria Ouriense Torreense Damaiense Sporting Benfica Racing Power Marítimo \| Localisation des 12 clubs engagés dans le championnat 2023-2024. |
| Länk Vilaverdense Braga Famalicão Valadares Gaia Albergaria Ouriense Torreense Damaiense Sporting Benfica Racing Power Marítimo                                                                        |

| Club                | Classement 2022-2023 | Entraîneur                                                 | Stade                                                 | Capacité | Ville                  |
| ------------------- | -------------------- | ---------------------------------------------------------- | ----------------------------------------------------- | -------- | ---------------------- |
| SL Benfica          | 1er                  | Filipa Patão                                               | Benfica Campus - Campo n.º 1                          | 2230     | Lisbonne               |
| Sporting CP         | 2e                   | Mariana Cabral                                             | CGD Stadium Aurélio Pereira                           | 1180     | Lisbonne               |
| SC Braga            | 3e                   | Tomás Tengarrinha                                          | Estádio Municipal 1º de Maio                          | 30000    | Braga                  |
| FC Famalicão        | 4e                   | Miguel Santos jusqu'au 15/12/2023, Rui Baptista            | Academia FC Famalicão                                 | 500      | Vila Nova de Famalicão |
| SF Damaiense        | 5e                   | Nuno Ventura jusqu'en novembre 2023, Thorlákur Már Árnason | Complexo Desportivo Eugénia e Joaquim Cannas da Silva | 500      | Amadora                |
| Länk Vilaverdense   | 6e                   | Adelino Esteves                                            | Estádio Municipal de Vila Verde                       | 3000     | Vila Verde             |
| SCU Torreense       | 7e                   | José Vasques jusqu'au 01/12/2023, Gonçalo Nunes            | Estádio Manuel Marques                                | 12000    | Torres Vedras          |
| Clube de Albergaria | 8e                   | Manuel Pinho jusqu'au 14/11/2023, Saray Garcia             | Estádio Municipal António Augusto Martins Pereira     | 1500     | Albergaria-a-Velha     |
| CF Valadares Gaia   | 9e                   | Zé Nando                                                   | Complexo Desportivo de Valadares                      | 1000     | Vila Nova de Gaia      |
| CA Ouriense         | 10e                  | César Matias                                               | Campo da Caridade                                     | 260      | Ourém                  |
| CS Marítimo         | 11e                  | Albano Oliveira                                            | Complexo Desportivo CS Marítimo - Campo n.º 2         | 500      | Funchal                |
| Racing Power        | Promu                | João Marques                                               | Estádio Nacional do Jamor                             | 37593    | Seixal                 |

## Compétition

### Classement
| Rang | Équipe              | Pts | J  | G  | N | P  | Bp | Bc | Diff |
| ---- | ------------------- | --- | -- | -- | - | -- | -- | -- | ---- |
| 1    | SL Benfica T        | 56  | 22 | 18 | 2 | 2  | 66 | 12 | +54  |
| 2    | Sporting CP         | 54  | 22 | 17 | 3 | 2  | 68 | 10 | +58  |
| 3    | Racing Power P      | 43  | 22 | 13 | 4 | 5  | 34 | 13 | +21  |
| 4    | SF Damaiense        | 37  | 22 | 11 | 4 | 7  | 31 | 33 | -2   |
| 5    | SC Braga            | 36  | 22 | 11 | 3 | 8  | 47 | 30 | +17  |
| 6    | CF Valadares Gaia   | 35  | 22 | 11 | 3 | 8  | 24 | 19 | +5   |
| 7    | CS Marítimo         | 31  | 22 | 10 | 1 | 11 | 33 | 42 | -9   |
| 8    | SCU Torreense       | 30  | 22 | 8  | 6 | 8  | 33 | 39 | -6   |
| 9    | Clube de Albergaria | 17  | 22 | 5  | 2 | 15 | 18 | 51 | -33  |
| 10   | FC Famalicão        | 16  | 22 | 5  | 1 | 16 | 18 | 41 | -23  |
| 11   | Länk Vilaverdense   | 12  | 22 | 3  | 3 | 16 | 15 | 52 | -37  |
| 12   | CA Ouriense         | 10  | 22 | 2  | 4 | 16 | 15 | 61 | -46  |

| Légende : Qualifications et relégations | Légende : Qualifications et relégations                                  |
| --------------------------------------- | ------------------------------------------------------------------------ |
|                                         | Ligue des champions féminine de l'UEFA 2024-2025                         |
|                                         | Barrages de relégation                                                   |
|                                         | Relégation en deuxième division                                          |
|                                         | T : Tenant du titre P : Promu C : Vainqueur de la Coupe du Portugal 2024 |

#### Domicile et extérieur
| Rang | Équipe              | Pts | J  | G  | N | P | Bp | Bc | Diff |
| ---- | ------------------- | --- | -- | -- | - | - | -- | -- | ---- |
| 1    | Sporting CP         | 31  | 11 | 10 | 1 | 0 | 42 | 4  | +38  |
| 2    | SL BenficaT         | 30  | 11 | 10 | 0 | 1 | 34 | 6  | +28  |
| 3    | Racing PowerP       | 25  | 11 | 7  | 1 | 2 | 19 | 5  | +14  |
| 4    | SC Braga            | 20  | 11 | 6  | 2 | 3 | 26 | 9  | +17  |
| 5    | SF Damaiense        | 20  | 11 | 6  | 2 | 3 | 17 | 18 | -1   |
| 6    | CF Valadares Gaia   | 18  | 11 | 5  | 3 | 3 | 11 | 5  | +6   |
| 7    | SCU Torreense       | 18  | 11 | 5  | 3 | 3 | 18 | 15 | +3   |
| 8    | CS Marítimo         | 15  | 11 | 5  | 0 | 6 | 20 | 22 | -2   |
| 9    | Clube de Albergaria | 11  | 11 | 3  | 1 | 6 | 12 | 23 | -11  |
| 10   | FC Famalicão        | 9   | 11 | 3  | 0 | 9 | 9  | 21 | -12  |
| 11   | Länk Vilaverdense   | 8   | 11 | 2  | 2 | 7 | 9  | 19 | -10  |
| 12   | CA Ouriense         | 5   | 11 | 1  | 2 | 8 | 8  | 26 | -18  |

| Rang | Équipe              | Pts | J  | G | N | P | Bp | Bc | Diff |
| ---- | ------------------- | --- | -- | - | - | - | -- | -- | ---- |
| 1    | SL BenficaT         | 26  | 11 | 8 | 2 | 1 | 28 | 6  | +22  |
| 2    | Sporting CP         | 23  | 11 | 7 | 2 | 2 | 26 | 6  | +20  |
| 3    | Racing PowerP       | 18  | 11 | 5 | 3 | 3 | 15 | 8  | +7   |
| 4    | CF Valadares Gaia   | 18  | 11 | 6 | 0 | 5 | 13 | 14 | -1   |
| 5    | SF Damaiense        | 17  | 11 | 5 | 2 | 4 | 14 | 15 | -1   |
| 6    | SC Braga            | 16  | 11 | 5 | 1 | 5 | 21 | 21 | 0    |
| 7    | CS Marítimo         | 16  | 11 | 5 | 1 | 5 | 13 | 19 | -6   |
| 8    | SCU Torreense       | 12  | 11 | 3 | 3 | 5 | 15 | 24 | -9   |
| 9    | FC Famalicão        | 7   | 11 | 2 | 1 | 8 | 9  | 20 | -11  |
| 10   | Clube de Albergaria | 6   | 11 | 2 | 0 | 9 | 6  | 28 | -22  |
| 11   | CA Ouriense         | 5   | 11 | 1 | 2 | 8 | 7  | 35 | -28  |
| 12   | Länk Vilaverdense   | 4   | 11 | 1 | 1 | 9 | 6  | 33 | -27  |

### Matchs
| Résultats (▼dom., ►ext.)                                   | BEN | SCP | BRA | FAM | DAM | VIL | TOR | ALB | VAL | OUR  | MAR | RAC |
| SL Benfica                                                 |     | 1-3 | 4-1 | 2-0 | 4-0 | 4-0 | 3-0 | 4-0 | 3-0 | 6-1  | 5-0 | 2-1 |
| Sporting CP                                                | 3-1 |     | 3-1 | 4-0 | 1-1 | 8-0 | 3-0 | 5-0 | 2-0 | 10-0 | 1-0 | 2-1 |
| SC Braga                                                   | 0-1 | 1-1 |     | 3-1 | 1-2 | 2-2 | 3-1 | 6-0 | 2-0 | 5-0  | 3-0 | 0-1 |
| FC Famalicão                                               | 0-5 | 1-4 | 0-1 |     | 1-2 | 2-1 | 1-3 | 1-0 | 0-2 | 2-0  | 0-1 | 1-2 |
| SF Damaiense                                               | 1-1 | 0-2 | 0-4 | 3-2 |     | 2-0 | 3-3 | 1-0 | 1-0 | 2-1  | 1-3 | 3-2 |
| Länk Vilaverdense                                          | 0-5 | 0-0 | 2-4 | 1-2 | 2-1 |     | 0-2 | 1-2 | 0-1 | 1-1  | 2-0 | 0-1 |
| SCU Torreense                                              | 1-3 | 0-3 | 2-1 | 1-0 | 1-2 | 1-0 |     | 3-1 | 4-0 | 3-3  | 2-2 | 0-0 |
| Clube Albergaria                                           | 0-6 | 0-3 | 2-3 | 2-1 | 2-1 | 2-0 | 1-1 |     | 2-4 | 0-1  | 1-3 | 0-0 |
| Valadares Gaia FC                                          | 0-1 | 2-0 | 2-1 | 0-0 | 0-1 | 4-0 | 1-1 | 1-0 |     | 1-0  | 0-1 | 0-0 |
| CA Ouriense                                                | 0-3 | 0-3 | 2-2 | 1-2 | 0-0 | 0-2 | 2-3 | 2-1 | 0-3 |      | 1-2 | 0-5 |
| CS Maritimo                                                | 0-1 | 0-7 | 4-1 | 2-1 | 1-4 | 5-1 | 4-1 | 1-2 | 0-2 | 3-0  |     | 0-2 |
| Racing Power FC                                            | 1-1 | 1-0 | 0-2 | 1-0 | 2-0 | 3-0 | 3-0 | 3-0 | 0-1 | 2-0  | 3-1 |     |
| - Victoire à domicile - Match nul - Victoire à l'extérieur |     |     |     |     |     |     |     |     |     |      |     |     |

### Évolution du classement
| Journée ╱ Équipe    | 1          | 2  | 3  | 4  | 5  | 6  | 7  | 8  | 9  | 10 | 11 | 12 | 13 | 14 | 15 | 16 | 17 | 18 | 19 | 20 | 21 | 22 |   |
| ------------------- | ---------- | -- | -- | -- | -- | -- | -- | -- | -- | -- | -- | -- | -- | -- | -- | -- | -- | -- | -- | -- | -- | -- | - |
| Journée ╱ Équipe    | SL Benfica | 2  | 1  | 1  | 1  | 1  | 1  | 1  | 1  | 1  | 1  | 1  | 1  | 1  | 1  | 1  | 1  | 1  | 1  | 1  | 1  | 1  | 1 |
| Sporting CP         | 1          | 10 | 5  | 5  | 4  | 3  | 2  | 2  | 2  | 2  | 2  | 2  | 2  | 2  | 2  | 2  | 2  | 2  | 2  | 2  | 2  | 2  |   |
| SC Braga            | 3          | 2  | 2  | 2  | 2  | 2  | 3  | 4  | 3  | 3  | 3  | 3  | 3  | 3  | 4  | 3  | 3  | 3  | 4  | 4  | 5  | 5  |   |
| FC Famalicão        | 9          | 4  | 8  | 8  | 9  | 9  | 11 | 9  | 9  | 9  | 10 | 11 | 9  | 9  | 9  | 10 | 10 | 10 | 10 | 10 | 10 | 10 |   |
| SF Damaiense        | 4          | 9  | 4  | 4  | 3  | 4  | 5  | 6  | 6  | 5  | 5  | 7  | 6  | 6  | 7  | 6  | 6  | 6  | 5  | 5  | 4  | 4  |   |
| Länk Vilaverdense   | 12         | 12 | 12 | 12 | 12 | 12 | 12 | 12 | 12 | 12 | 12 | 12 | 12 | 12 | 12 | 12 | 12 | 12 | 12 | 12 | 12 | 11 |   |
| SCU Torreense       | 10         | 8  | 6  | 6  | 6  | 8  | 8  | 8  | 8  | 8  | 8  | 8  | 8  | 8  | 8  | 8  | 8  | 8  | 8  | 8  | 8  | 8  |   |
| Clube de Albergaria | 8          | 6  | 10 | 11 | 11 | 11 | 9  | 10 | 10 | 10 | 9  | 10 | 11 | 11 | 11 | 9  | 9  | 9  | 9  | 9  | 9  | 9  |   |
| CF Valadares Gaia   | 11         | 3  | 3  | 3  | 5  | 5  | 6  | 5  | 7  | 7  | 7  | 6  | 7  | 7  | 6  | 7  | 7  | 7  | 7  | 6  | 6  | 6  |   |
| CA Ouriense         | 6          | 7  | 9  | 9  | 10 | 10 | 10 | 11 | 11 | 11 | 11 | 9  | 10 | 10 | 10 | 11 | 11 | 11 | 11 | 11 | 11 | 12 |   |
| CS Marítimo         | 5          | 5  | 7  | 7  | 7  | 6  | 4  | 3  | 5  | 4  | 4  | 4  | 5  | 5  | 3  | 5  | 5  | 5  | 6  | 7  | 7  | 7  |   |
| Racing Power        | 7          | 11 | 11 | 10 | 8  | 7  | 7  | 7  | 4  | 6  | 6  | 5  | 4  | 4  | 5  | 4  | 4  | 4  | 3  | 3  | 3  | 3  |   |

## Statistique

### Buts marqués par journée
Ce graphique représente le nombre de buts marqués lors de chaque journée.

### Meilleures buteuses
| Buts | Joueuse            | Club              |
| ---- | ------------------ | ----------------- |
| 17   | Francisca Nazareth | SL Benfica        |
| 13   | Olivia Smith       | Sporting CP       |
| 13   | Telma Encarnação   | CS Marítimo       |
| 10   | Carole Costa       | SL Benfica        |
| 9    | Ana Capeta         | Sporting CP       |
| 9    | Diana Silva        | Sporting CP       |
| 9    | Jenny Vetter       | Racing Power      |
| 9    | Caroline Kehrer    | SC Braga          |
| 9    | Malu Schmidt       | CF Valadares Gaia |
| 8    | Cláudia Neto       | Sporting CP       |
| 8    | Laura Luís         | CS Marítimo       |

### Meilleures passeuses
| Passes | Joueuse             | Club              |
| ------ | ------------------- | ----------------- |
| 13     | Lúcia Alves         | SL Benfica        |
| 9      | Olivia Smith        | Sporting CP       |
| 6      | Erin Healy          | C. Albergaria     |
| 6      | Anna Gasper         | SL Benfica        |
| 5      | Ana Capeta          | Sporting CP       |
| 5      | Catarina Pereira    | SCU Torreense     |
| 5      | Cristiana Vieira    | CF Valadares Gaia |
| 5      | Dolores Silva       | SC Braga          |
| 5      | Andreia Faria       | SL Benfica        |
| 4      | Vânia Duarte        | SC Braga          |
| 4      | Beatriz Fonseca     | SC Braga          |
| 4      | Jacynta Gala        | Sporting CP       |
| 4      | Telma Encarnação    | CS Marítimo       |
| 4      | Laís Araújo         | SL Benfica        |
| 4      | Marta Ferreira      | SF Damaiense      |
| 4      | Rebekka Frederiksen | CS Marítimo       |
| 4      | Laura Luís          | CS Marítimo       |
| 4      | Beatriz Rodrigues   | Racing Power      |
| 4      | Beatriz Cameirão    | SF Damaiense      |

### Barrages de relégation
Les matches aller ont lieu les 25 et 26 mai, et les matches retour les 2 et 9 juin.
| Équipe                 | Aller | Total | Retour | Équipe                 |
| ---------------------- | ----- | ----- | ------ | ---------------------- |
| FC Famalicão (D1)      | 6 - 1 | 8 - 2 | 2 - 1  | Vitória Guimarães (D2) |
| Länk Vilaverdense (D1) | 1 - 1 | 2 - 1 | 1 - 0  | Amora FC (D2)          |

Légende des couleurs
- Le club se maintient en première division.
- Promotion en première division.
- Le club reste en deuxième division.
- Relégation en deuxième division.

Le FC Famalicão, avec ses deux victoires face au Vitória Guimarães, assure son maintien en première division.

## Bilan de fin de saison
| Championnat du Portugal féminin de football 2023-2024                        |                                   |
| Champion                                                                     | Sport Lisboa e Benfica (4e titre) |
| Dauphin                                                                      | Sporting Clube de Portugal        |
| Coupes et trophées                                                           |                                   |
| Vainqueur de la Coupe du Portugal 2023-2024                                  | Sport Lisboa e Benfica            |
| Vainqueur de la Coupe de la Ligue 2023-2024                                  | Sport Lisboa e Benfica            |
| Vainqueur de la Supercoupe 2023                                              | Sport Lisboa e Benfica            |
| Qualifications continentales                                                 |                                   |
| Ligue des champions féminine de l'UEFA 2024-2025                             | Sport Lisboa e Benfica            |
| Ligue des champions féminine de l'UEFA 2024-2025                             | Sporting Clube de Portugal        |
| Promotions et relégations                                                    |                                   |
| Promus en Championnat du Portugal féminin de football                        | Grupo Desportivo Estoril Praia    |
| Relégués en Championnat du Portugal féminin de football de deuxième division | Clube Atlético Ouriense           |

## Les championnes
Liste des joueuses du SL Benfica, championnes du Portugal.
| Nom                      | Nationalité | Poste      | Minutes jouées | M  | B  | Passes | Club précédent             |
| ------------------------ | ----------- | ---------- | -------------- | -- | -- | ------ | -------------------------- |
| Anna Gasper              | Allemagne   | Milieu     | 1653           | 22 | 0  | 6      | SL Benfica                 |
| Andreia Faria            | Portugal    | Milieu     | 1691           | 21 | 3  | 5      | SL Benfica                 |
| Lúcia Alves              | Portugal    | Défenseur  | 1560           | 20 | 3  | 13     | SL Benfica                 |
| Catarina Amado           | Portugal    | Défenseur  | 1291           | 19 | 0  | 0      | SL Benfica                 |
| Lena Pauels              | Allemagne   | Gardienne  | 1620           | 18 | 0  | 0      | Werder Brême               |
| Laís Araújo              | Brésil      | Défenseur  | 1497           | 18 | 2  | 4      | FC Famalicão               |
| Kika Nazareth            | Portugal    | Milieu     | 1310           | 18 | 17 | 1      | SL Benfica                 |
| Marie-Yasmine Alidou     | Canada      | Milieu     | 946            | 18 | 6  | 2      | FC Famalicão               |
| Carole Costa             | Portugal    | Défenseur  | 1399           | 17 | 10 | 0      | SL Benfica                 |
| Andrea Falcón            | Espagne     | Attaquante | 931            | 16 | 4  | 3      | Club América               |
| Ana Seiça                | Portugal    | Défenseur  | 1108           | 16 | 3  | 2      | SL Benfica                 |
| Andreia Norton           | Portugal    | Milieu     | 1128           | 16 | 1  | 2      | SL Benfica                 |
| Lara Martins             | Portugal    | Attaquante | 485            | 15 | 0  | 0      | SL Benfica                 |
| Nycole Raysla            | Brésil      | Attaquante | 814            | 14 | 2  | 1      | SL Benfica                 |
| Christy Ucheibe          | Nigeria     | Défenseur  | 929            | 13 | 0  | 1      | SL Benfica                 |
| Jéssica Silva            | Portugal    | Attaquante | 824            | 13 | 3  | 3      | SL Benfica                 |
| Marta Cintra             | Brésil      | Attaquante | 379            | 12 | 5  | 3      | SL Benfica                 |
| Chandra Davidson         | Canada      | Attaquante | 650            | 10 | 3  | 1      | Fortuna Sittard Combinatie |
| Paige Almendariz         | États-Unis  | Défenseur  | 224            | 8  | 1  | 1      | SC Braga                   |
| Pauleta                  | Espagne     | Milieu     | 255            | 7  | 1  | 0      | SC Braga                   |
| Beatriz Nogueira         | Portugal    | Attaquante | 102            | 5  | 0  | 0      | SL Benfica                 |
| Rute Costa               | Portugal    | Gardienne  | 360            | 4  | 0  | 0      | SL Benfica                 |
| Sílvia Rebelo            | Portugal    | Défenseur  | 210            | 4  | 0  | 0      | SL Benfica                 |
| Daniela Silva            | Portugal    | Attaquante | 94             | 4  | 1  | 0      | SL Benfica                 |
| Matilde Silva            | Portugal    | Milieu     | 67             | 2  | 0  | 0      | SL Benfica                 |
| Letícia Almeida          | Portugal    | Milieu     | 65             | 2  | 0  | 0      | FC Famalicão               |
| Amélia Silva             | Portugal    | Milieu     | 55             | 2  | 0  | 0      | SL Benfica                 |
| Svava Rós Guðmundsdóttir | Islande     | Attaquante | 26             | 1  | 0  | 0      | NJ/NY Gotham               |
| Marta Salvador           | Portugal    | Défenseur  | 25             | 1  | 0  | 0      | SL Benfica                 |
| Valéria Cantuário        | Brésil      | Attaquante | 15             | 1  | 0  | 0      | SL Benfica                 |

Mis à jour : 1er septembre 2024.